# Intensivpflege- und Rehabilitationsstärkungsgesetz
Das Intensivpflege- und Rehabilitationsstärkungsgesetz (Gesetz zur Stärkung von intensivpflegerischer Versorgung und medizinischer Rehabilitation in der gesetzlichen Krankenversicherung) trat am 29. Oktober 2020 in Kraft. Es war am 2. Juli 2020 in der vom Gesundheitsausschuss geänderten Fassung mit den Stimmen der Koalitionsparteien (CDU/CSU/SPD) vom Deutschen Bundestag beschlossen worden. Die Opposition hatte geschlossen gegen das Gesetz gestimmt. Der Bundesrat billigte das Gesetz am 18. September 2020. Die Verkündung erfolgte am 28. Oktober 2020.
Es handelt sich um ein Änderungsgesetz, das vor allem die außerklinische ambulante Intensivpflege und die medizinische Rehabilitation betrifft.
Der Gemeinsame Bundesausschuss (GBA) erarbeitete eine Richtlinie zur Erbringung der außerklinischen Intensivpflege.

## Zielsetzung und Hintergrund
Laut dem Bundesgesundheitsministerium hat das Gesetz folgende Ziele:
- bessere Versorgung von Intensiv-Pflegebedürftigen und Stärkung ihrer Selbstbestimmung,
- Beseitigung von Fehlanreizen in der Intensivpflege,
- Verbesserung des Zugangs zur medizinischen Rehabilitation.

Laut dem GBA soll das Gesetz die individuelle bedarfsgerechte Versorgung stärken und es ermöglichen, besser gegen kriminelle Geschäftspraktiken im Bereich der außerklinischen Intensivpflege vorzugehen.
Medien nannten als Hintergrund unter anderem bisherige hohe Kosten der Krankenkassen für ambulante Intensivpflege und eine geringe qualitative Reglementierung in diesem Bereich. Die Bundesregierung nannte steigende Patientenzahlen in der außerklinischen Pflege sowie einen zunehmender Missbrauch – auch durch manche Pflegedienste – als ausschlaggebend für die Reform der Intensivpflege. Dieser Missbrauch war durch Berichte über „Abrechnungsbetrug und kriminelle Fehlleistungen“ in sogenannten Beatmungs-Wohngemeinschaften bekannt geworden.

## Verlauf der Gesetzgebung
Der erste, von Bundesgesundheitsminister Jens Spahn eingebrachte Entwurf für das Gesetz wurde aufgrund von Kritik mehrmals überarbeitet.
So sah der ursprüngliche Gesetzentwurf die Intensivpflege mit Beatmung in der eigenen Wohnung nur noch als Ausnahme vor; das letzte Wort über den Ort der Intensivpflege sollte der Kostenträger haben. Die endgültige Fassung des Gesetzes hingegen schreibt vor, dass berechtigten Wünschen der Versicherten zu entsprechen ist; sofern der Medizinische Dienst bei der Überprüfung feststellt, dass die Versorgung des Pflegebedürftigen am gewünschten Ort nicht sichergestellt ist, sind Nachbesserungsmaßnahmen zu vereinbaren.

## Inhalt bzw. Auswirkungen des Gesetzes
Artikel 1 und 2 änderten das Fünfte Buch Sozialgesetzbuch, Artikel 3 das Elfte Buch Sozialgesetzbuch und Artikel 4 das Krankenhausentgeltgesetz.
Die neuen Bestimmungen zur außerklinischen Intensivpflege sehen unter anderem vor:
- Die außerklinische Intensivpflege darf nur von besonders qualifiziertem ärztlichem Personal verordnet werden.
- Krankenhäuser und Heime sind verpflichtet, ihre Patienten nach Möglichkeit von künstlicher Beatmung zu entwöhnen.[6]
- Außerklinische Intensivpflege kann an bestimmten Orten (Pflegeeinrichtungen, in Einrichtungen der Hilfe für behinderte Menschen, in qualitätsgesicherten Intensivpflege-Wohneinheiten, in der eigenen Häuslichkeit sowie in geeigneten Orten, wie z. B. betreuten Wohnformen, Schulen, Kindergärten und Werkstätten) erbracht werden.[6]
- Die Medizinischen Dienste haben im Auftrag der Krankenkassen im Rahmen einer persönlichen Begutachtung am Leistungsort jährlich zu prüfen, ob die medizinische und pflegerische Versorgung sichergestellt werden kann.[6]
- Intensiv-Pflegebedürftige in stationären Pflegeeinrichtungen werden weitgehend von Eigenanteilen entlastet.[6]
- Neben den medizinischen Behandlungskosten übernehmen die Kassen auch Investitionskostenanteile sowie Kosten für Unterkunft und Verpflegung.[8]
- Wenn sich der Gesundheitszustand der versicherten Person bessert und außerklinische Intensivpflege nicht mehr nötig ist, werden die Kosten dafür noch für sechs weitere Monate übernommen; eine darüber hinausgehende Verlängerung können die Krankenkassen in ihrer Satzung vorsehen.[6]
- Die außerklinische Intensivpflege darf nur von qualitätsgeprüften Pflegediensten erbracht werden. Maßnahmen zur Qualitätssicherung werden bundeseinheitlich in Rahmenempfehlungen formuliert.[6]

Die neuen Bestimmungen zur medizinischen Rehabilitation sehen unter anderem vor:
- Die bisherige Höchstdauer von 20 Tagen bei ambulanter Behandlung und drei Wochen bei stationärer Behandlung gilt bei einer geriatrischen Rehabilitation als Regeldauer.[8]
- Die Krankenkassen sind an die ärztliche Feststellung der medizinischen Notwendigkeit einer geriatrischen Rehabilitation gebunden.[1]
- Der Mehrkostenanteil, den Versicherte tragen müssen, wenn sie eine andere als die von der Krankenkasse zugewiesene Reha-Einrichtung wählen, wird halbiert.[1]
- Die Mindestwartezeit für eine erneute Reha von Kindern und Jugendlichen entfällt.[1]
- Auf Bundesebene sind einheitliche und verbindliche Vorgaben für Versorgungs- und Vergütungsverträge vorgesehen.[8]

## Kritik
Beatmungspatienten kritisieren, das Gesetz gefährde ihr Recht auf Selbstbestimmung; Teile der Ärzteschaft kritisieren, das Gesetz sei stellenweise unscharf, und das Gesetz vernachlässige die Unterschiede der Bedürfnisse unter den Beatmungspatienten. Zudem fehle es in Teilen Deutschlands an Ärzten und Einrichtungen für die Umsetzung. Große Hoffnungen richteten sich daher auf die Ausarbeitung des G-BA.